# Marcell Jacobs
Lamont Marcell Jacobs Jr. (El Paso, 26 settembre 1994) è un velocista ed ex lunghista italiano con cittadinanza statunitense, campione olimpico dei 100 metri piani e della staffetta 4×100 metri ai Giochi di Tokyo 2020, campione mondiale indoor dei 60 metri piani a Belgrado 2022 e campione europeo dei 100 metri piani in due edizioni consecutive (Monaco di Baviera 2022 e Roma 2024).
È l'attuale primatista europeo dei 100 metri piani, grazie al tempo di 9"80 corso in finale ai Giochi olimpici di Tokyo 2020, e dei 60 metri piani con il tempo di 6"41 con cui ha vinto i Mondiali indoor di Belgrado 2022, nonché primatista italiano della staffetta 4×100 m (insieme a Lorenzo Patta, Fausto Desalu e Filippo Tortu) grazie ai 37"50 stabiliti ai Giochi olimpici di Tokyo 2020, prestazione che contestualmente è valsa la medaglia d'oro.
È stato il primo, e finora unico, italiano capace di qualificarsi per la finale olimpica dei 100 metri piani maschili e di vincere la medaglia d'oro nella specialità.

## Biografia

### Gli inizi
Marcell Jacobs nasce a El Paso il 26 settembre 1994 da madre italiana, Viviana Masini, e padre texano, Lamont Jacobs, militare della Caserma Ederle a Vicenza. Quest'ultimo, 20 giorni dopo la nascita del figlio, venne stanziato in Corea del Sud ma la madre decise di non seguirlo, trasferendosi col bambino a Desenzano del Garda, in provincia di Brescia, Lombardia. Essendo nato negli Stati Uniti, Jacobs possiede anche la cittadinanza statunitense godendo, di fatto, della doppia cittadinanza; ciò nonostante egli ha sempre affermato di sentirsi esclusivamente italiano. Peraltro nel 2015, allo scadere del passaporto statunitense, Jacobs ha deciso di non rinnovarlo.
All'età di dieci anni iniziò a praticare l'atletica leggera, prediligendo inizialmente le specialità di velocità e poi, a partire dal 2011, il salto in lungo. Nel 2013 conquista la migliore prestazione italiana juniores nel salto in lungo indoor con 7,75 m, battendo di un centimetro la vecchia misura di Roberto Veglia, ottenuta nel 1976. Due anni dopo ha migliorato tale primato con un salto di 8,03 m durante le qualificazioni dei campionati italiani, facendo registrare la quarta migliore prestazione italiana nel salto in lungo pari a quella di Fabrizio Donato del 2011.

### 2016-2017: salto in lungo
Nel giugno 2016, ai campionati italiani promesse di Bressanone, ha saltato 8,48 m, stabilendo la migliore prestazione di sempre per un italiano. Tale risultato non sarà però omologato come record nazionale a causa del vento a favore di 2,8 m/s (il limite da regolamento è 2,0 m/s). Ad agosto dello stesso anno, una lesione al quadricipite femorale sinistro compromette la sua partecipazione alle Olimpiadi di Rio.
Nel febbraio 2017, ai campionati italiani juniores e promesse indoor svolti ad Ancona, ritocca il suo limite indoor del salto in lungo con 8,07 m. Il mese successivo, nel salto in lungo agli europei indoor, giunge all'11º posto.

### 2018-2020: passaggio ai 100 m

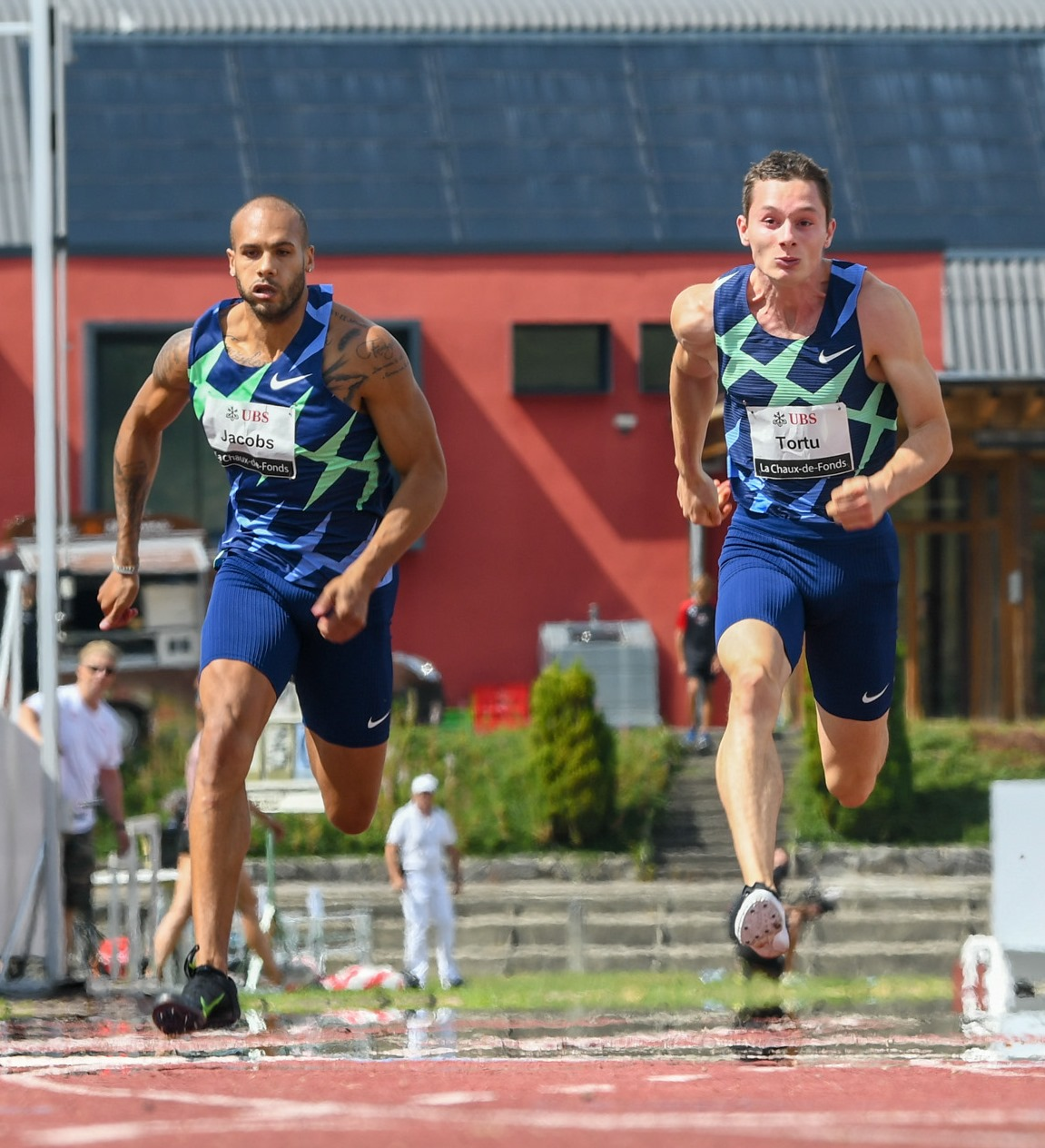
Jacobs e Filippo Tortu al Resisprint 2020 di La Chaux-de-Fonds

Il 1º maggio 2018 corre in 10"15 i 100 m piani a Palmanova, migliorando il proprio record di 8 centesimi. Il 6 maggio seguente migliora ulteriormente ai campionati societari di Campi Bisenzio, correndo in 10"12 e stabilendo il 5º miglior tempo di sempre per un italiano. Il 23 maggio corre al meeting di Savona, siglando in batteria il tempo di 10"04, con vento però oltre la norma (+3,0 m/s). In finale, invece, ferma il cronometro a 10"08, questa volta con vento regolare di +0,7 m/s, 4º tempo all-time delle liste italiane.
Il 16 luglio 2019, durante il meeting Città di Padova, migliora il proprio personale sui 100 m piani correndo in 10"03 (+1,7 m/s). Ai mondiali di Doha, disputatisi a settembre, corre in 10"07 in batteria.

### 2021: gli ori olimpici
Il 6 marzo 2021 vince la medaglia d'oro nei 60 metri piani agli europei indoor di Toruń con il tempo di 6"47, nuovo record italiano e miglior prestazione mondiale stagionale. Il 13 maggio corre al meeting di Savona, stabilendo in batteria il nuovo record italiano dei 100 metri piani con il tempo di 9"95 (+1,5 m/s). Diventa così il secondo italiano, dopo Filippo Tortu, a infrangere la barriera dei 10 secondi.

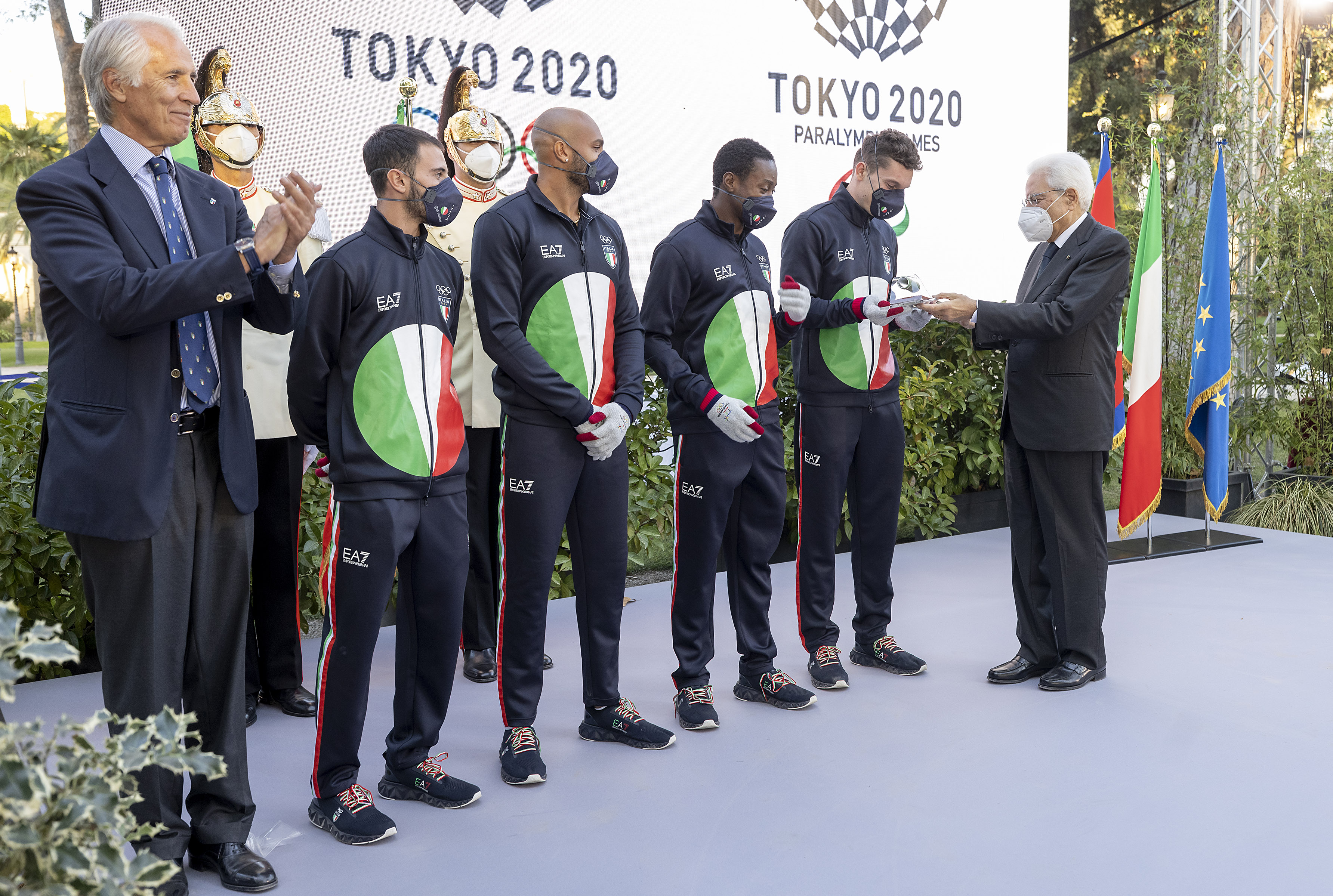
Lorenzo Patta, Jacobs, Fausto Desalu e Filippo Tortu donano al presidente della Repubblica Sergio Mattarella il testimone della vittoria olimpica di nella 4×100.

Ai Giochi olimpici di Tokyo, nella batteria dei 100 m piani, stabilisce il nuovo record italiano con il tempo di 9"94, primato raggiunto con +0,1 m/s di vento a favore. Il 1° agosto 2021, nelle semifinali, corre in 9"84 con +0,9 m/s di vento a favore, qualificandosi per la finale (primo uomo italiano nella storia dei giochi olimpici) e stabilendo il nuovo record europeo. Nella finale, disputata nella stessa giornata, vince la medaglia d'oro con il tempo di 9"80, migliorando ulteriormente il record europeo e diventando il primo italiano nella storia della disciplina a raggiungere questo risultato. Il 6 agosto, nella staffetta 4×100 m, vince il secondo oro olimpico assieme a Lorenzo Patta, Fausto Desalu e Filippo Tortu, stabilendo inoltre il record nazionale in 37"50. È stato il portabandiera alla cerimonia di chiusura dei Giochi. Le sue prestazioni nella manifestazione, assieme ad altri successi ottenuti principalmente in ambito sportivo da rappresentanti dell'Italia, vennero ricomprese dalla stampa nazionale e internazionale nella locuzione «estate d'oro dell'Italia».
Dopo aver rinunciato alle competizioni programmate nella seconda parte del 2021 citando affaticamento e un fastidio al ginocchio, ritorna alle gare nel febbraio 2022 partecipando all'ISTAF Indoor di Berlino, imponendosi nei 60 m piani con 6"51, quinta prestazione stagionale mondiale. La settimana successiva vince lo stesso evento alla ORLEN Cup di Łódź migliorando la propria prestazione stagionale a 6"49.

### 2022: mondialiindoored europeioutdoor

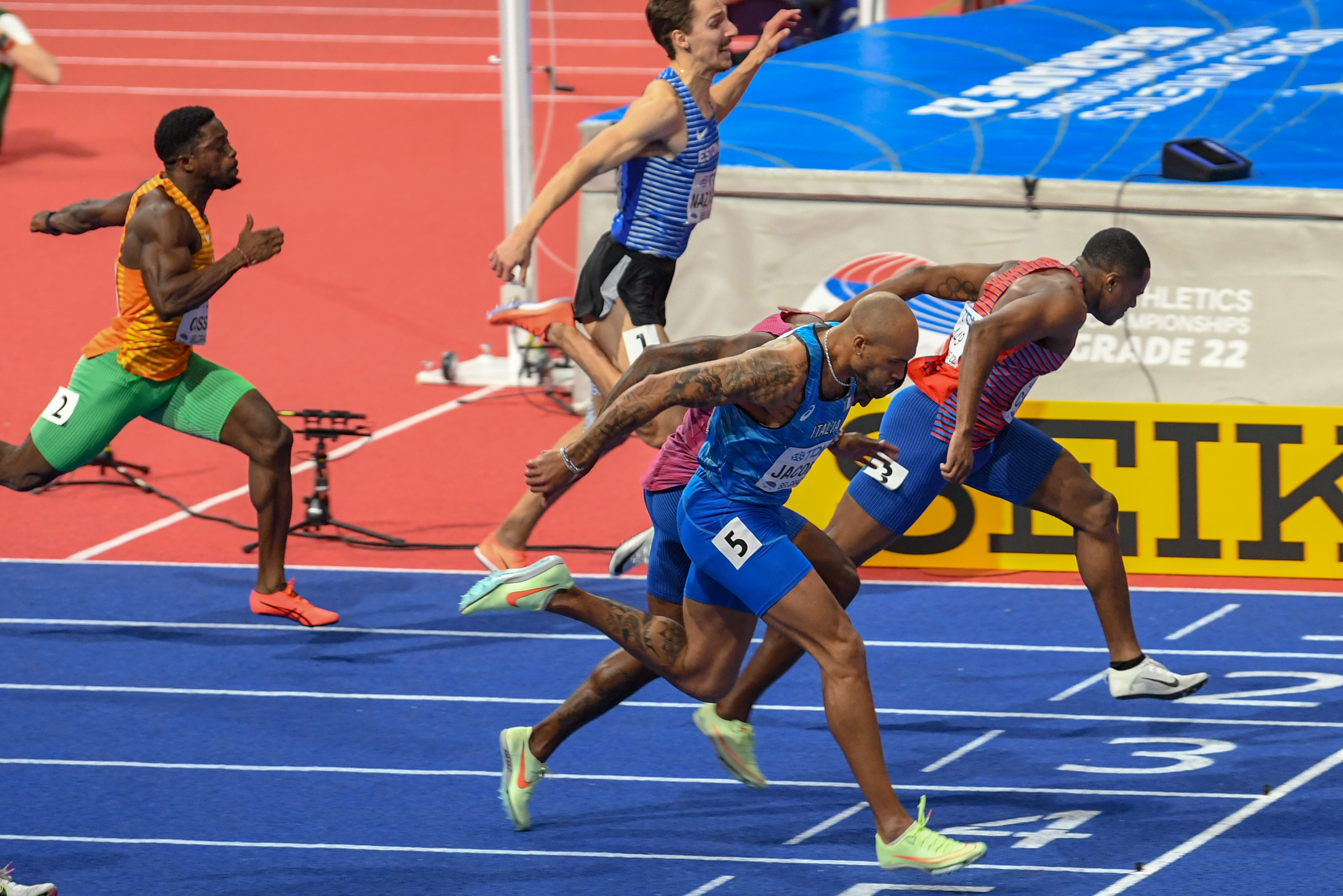
Jacobs vince la finale dei 60 metri ai mondiali indoor 2022 di Belgrado

Il 19 marzo 2022 ai mondiali indoor di Belgrado vince la medaglia d'oro nei 60 metri piani, stabilendo in semifinale il nuovo record italiano con 6"45 e poi in finale quello europeo con 6"41 e battendo al fotofinish il campione in carica Christian Coleman.
Dopo aver rinunciato all'esordio outdoor sui 100 metri al Kip Keino Classic di Nairobi a causa di un'infezione gastrointestinale per la quale è stato ricoverato in ospedale, Jacobs fa il suo debutto stagionale a Savona, dove vince la gara dei 100 metri con un tempo di 10"04, rinunciando al proposito originale di partecipare alla gara dei 200 metri per la prima volta dopo quattro anni. Avendo in tale gara riportato una distrazione muscolare, decide di saltare tre appuntamenti della Diamond League originariamente in programma.
Ai successivi mondiali di Oregon 2022 non prende parte alla semifinale, dopo aver superato la batteria, a causa di un infortunio a carico del muscolo grande adduttore.
Agli europei di Monaco di Baviera 2022 corre la semifinale col primato stagionale di 10"00 e successivamente vince la finale con il tempo di 9"95, nonostante una lieve contrattura al polpaccio sinistro accusata nel riscaldamento prima di correre la semifinale.

### 2023-2024

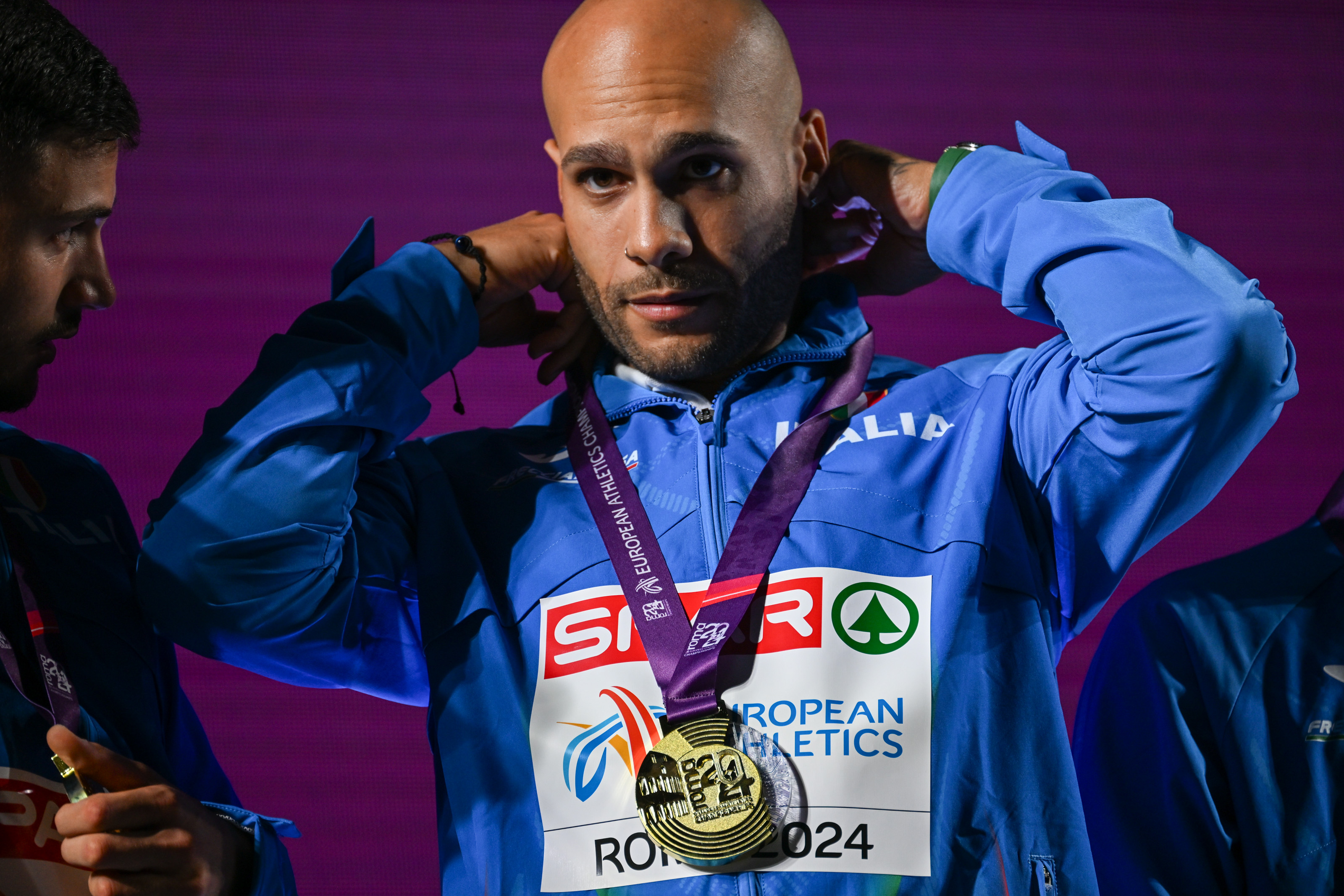
Jacobs con la medaglia d'oro dei 100 metri agli europei 2024 di Roma

Il 4 marzo 2023 vince la medaglia d'argento agli europei indoor di Istanbul con il tempo di 6"50, alle spalle del connazionale Samuele Ceccarelli. Sempre nello stesso anno partecipa ai mondiali di Budapest, dove manca la qualificazione alla finale dei 100 metri piani ma conquista, insieme a Roberto Rigali, Lorenzo Patta e Filippo Tortu, la medaglia d'argento nella staffetta 4x100 metri.
Nel 2024 partecipa agli europei casalinghi di Roma, durante i quali si aggiudica la medaglia d'oro sia nei 100 metri piani - confermando il titolo conquistato due anni prima a Monaco di Baviera - sia nella staffetta 4x100 metri piani. Alle semifinali dei Giochi Olimpici di Parigi corre in 9"92, risultato che gli garantisce l'accesso alla finale con il settimo tempo totale, il migliore tra i ripescati. Alla finale olimpica dei 100 metri del 4 agosto si classifica quinto con un tempo di 9"85.

## Vita privata
Nel 2013 conosce a Sirmione una ragazza di origine ungherese, di nome Renata Erika Szabo, che lavora presso una sala bowling e che nel dicembre 2014 lo rende padre del primo figlio Jeremy.
Il 17 settembre 2022 sposa Nicole Daza, commessa ecuadoriana e in seguito influencer, da cui ha altri due figli, Anthony, nato nel 2019, e Meghan, nata nel 2020.

## Record nazionali
Seniores
- 60 metri piani indoor: 6"41 ( Belgrado, 19 marzo 2022)
- 100 metri piani: 9"80 (+0,1 m/s) ( Tokyo, 1º agosto 2021)
- Staffetta 4×100 metri: 37"50 ( Tokyo, 6 agosto 2021) (Lorenzo Patta, Marcell Jacobs, Fausto Desalu, Filippo Tortu)

## Progressione

### 60 metri piani indoor
| Stagione | Tempo | Luogo    | Data      | Rank. Mond. |
| -------- | ----- | -------- | --------- | ----------- |
| 2022/23  | 6"50  | Istanbul | 4-3-2023  | 7º          |
| 2021/22  | 6"41  | Belgrado | 19-3-2022 | 1º          |
| 2020/21  | 6"47  | Toruń    | 6-3-2021  | 1º          |
| 2019/20  | 6"63  | Liévin   | 19-2-2020 | 47º         |
| 2016/17  | 6"69  | Udine    | 22-1-2017 | 131º        |
| 2013/14  | 6"96  | Bergamo  | 19-1-2014 | 1453º       |
| 2012/13  | 7"00  | Modena   | 26-1-2013 | 1651º       |
| 2011/12  | 7"10  | Ancona   | 19-2-2012 | 2836º       |

### 100 metri piani
| Stagione | Tempo | Luogo          | Data      | Rank. Mond. |
| -------- | ----- | -------------- | --------- | ----------- |
| 2025     | 10"30 | Turku          | 17-6-2025 |             |
| 2024     | 9"85  | Parigi         | 4-8-2024  | 7º          |
| 2023     | 10"05 | Budapest       | 20-8-2023 | 62º         |
| 2022     | 9"95  | Monaco         | 16-8-2022 | 15º         |
| 2021     | 9"80  | Tokyo          | 1-8-2021  | 3º          |
| 2020     | 10"10 | Trieste        | 1-8-2020  | 22º         |
| 2019     | 10"03 | Padova         | 16-7-2019 | 33º         |
| 2018     | 10"08 | Savona         | 23-5-2018 | 45º         |
| 2017     | 10"82 | Trieste        | 30-6-2017 | 2930º       |
| 2016     | 10"23 | Savona         | 25-5-2016 | 174º        |
| 2014     | 10"53 | Gavardo        | 18-5-2014 | 799º        |
| 2013     | 11"19 | Chiasso        | 19-8-2013 | -           |
| 2012     | 10"68 | Campi Bisenzio | 19-5-2012 | 1431º       |
| 2011     | 11"19 | Chiari         | 20-5-2011 | -           |

### Salto in lungo
| Stagione | Misura | Luogo   | Data      | Rank. Mond. |
| -------- | ------ | ------- | --------- | ----------- |
| 2016     | 7,95 m | Tunisi  | 4-6-2016  | 81º         |
| 2013     | 7,68 m | Vicenza | 29-9-2013 | 255º        |
| 2012     | 7,29 m | Rieti   | 7-8-2012  | 970º        |
| 2011     | 7,17 m | Saronno | 10-7-2011 | 1252º       |

### Salto in lungo indoor
| Stagione | Misura | Luogo  | Data      | Rank. Mond. |
| -------- | ------ | ------ | --------- | ----------- |
| 2018/19  | 8,05 m | Madrid | 8-2-2019  | 9º          |
| 2016/17  | 8,07 m | Ancona | 4-2-2017  | 10º         |
| 2014/15  | 8,03 m | Padova | 22-2-2015 | 16º         |
| 2013/14  | 7,32 m | Lucca  | 26-1-2014 | 414º        |
| 2012/13  | 7,75 m | Ancona | 23-2-2013 | 77º         |
| 2011/12  | 7,27 m | Modena | 11-3-2012 | 496º        |
| 2010/11  | 6,96 m | Ancona | 13-2-2011 | -           |

## Palmarès
| Anno | Manifestazione   | Sede      | Evento         | Risultato  | Prestazione | Note                                                             |
| ---- | ---------------- | --------- | -------------- | ---------- | ----------- | ---------------------------------------------------------------- |
| 2013 | Europei U20      | Rieti     | Salto in lungo | 9º         | 7,20 m      |                                                                  |
| 2016 | Mediterraneo U23 | Tunisi    | Salto in lungo | Oro        | 7,95 m      | Miglior prestazione personale                                    |
| 2016 | Europei          | Amsterdam | Salto in lungo | 11º        | 7,59 m      | [ 48 ]                                                           |
| 2017 | Europei indoor   | Belgrado  | Salto in lungo | 11º (q)    | 7,70 m      |                                                                  |
| 2018 | Europei          | Berlino   | 100 m piani    | Semifinale | 10"28       |                                                                  |
| 2019 | Europei indoor   | Glasgow   | Salto in lungo | nm (q)     | nm (q)      |                                                                  |
| 2019 | World Relays     | Yokohama  | 4×100 m        | Finale     | dnf         | [ 49 ]                                                           |
| 2019 | Mondiali         | Doha      | 100 m piani    | Semifinale | 10"20       | [ 50 ]                                                           |
| 2019 | Mondiali         | Doha      | 4×100 m        | Batteria   | 38"11       |                                                                  |
| 2021 | Europei indoor   | Toruń     | 60 m piani     | Oro        | 6"47        | Miglior prestazione mondiale stagionale                          |
| 2021 | World Relays     | Chorzów   | 4×100 m        | Oro        | 39"21       | [ 51 ] [ 52 ]                                                    |
| 2021 | Giochi olimpici  | Tokyo     | 100 m piani    | Oro        | 9"80        |                                                                  |
| 2021 | Giochi olimpici  | Tokyo     | 4×100 m        | Oro        | 37"50       | Miglior prestazione mondiale stagionale · Record nazionale       |
| 2022 | Mondiali indoor  | Belgrado  | 60 m piani     | Oro        | 6"41        | Miglior prestazione mondiale stagionale · Record europeo         |
| 2022 | Mondiali         | Eugene    | 100 m piani    | Semifinale | dns         | [ 53 ]                                                           |
| 2022 | Europei          | Monaco    | 100 m piani    | Oro        | 9"95        | Record dei campionati · Miglior prestazione personale stagionale |
| 2023 | Europei indoor   | Istanbul  | 60 m piani     | Argento    | 6"50        | Miglior prestazione personale stagionale                         |
| 2023 | Mondiali         | Budapest  | 100 m piani    | Semifinale | 10"05       | Miglior prestazione personale stagionale                         |
| 2023 | Mondiali         | Budapest  | 4×100 m        | Argento    | 37"62       | Miglior prestazione personale stagionale                         |
| 2024 | World Relays     | Nassau    | 4×100 m        | Finale     | dq          | [ 54 ]                                                           |
| 2024 | Europei          | Roma      | 100 m piani    | Oro        | 10"02       | Miglior prestazione personale stagionale                         |
| 2024 | Europei          | Roma      | 4×100 m        | Oro        | 37"82       | Miglior prestazione europea stagionale                           |
| 2024 | Giochi olimpici  | Parigi    | 100 m piani    | 5º         | 9"85        | Miglior prestazione personale stagionale                         |
| 2024 | Giochi olimpici  | Parigi    | 4×100 m        | 4º         | 37"68       | Miglior prestazione personale stagionale                         |

## Campionati nazionali
- 5 volte campione nazionale assoluto dei 100 m piani (2018, 2019, 2020, 2021, 2022)
- 1 volta campione nazionale assoluto del salto in lungo (2016)
- 2 volte campione nazionale assoluto indoor dei 60 m piani (2021, 2022)
- 1 volta campione nazionale assoluto indoor del salto in lungo (2017)

2013
- Bronzo ai campionati italiani assoluti (Milano), 4×100 m - 41"27

2016
- Oro ai campionati italiani assoluti (Rieti), salto in lungo - 7,89 m (+1,6 m/s)

2017
- Oro ai campionati italiani assoluti indoor (Ancona), salto in lungo - 8,06 m

2018
- Oro ai campionati italiani assoluti (Pescara), 100 m piani - 10"24 (+0,1 m/s)

2019
- Oro ai campionati italiani assoluti (Bressanone), 100 m piani - 10"10 (+1,7 m/s)

2020
- Oro ai campionati italiani assoluti (Padova), 100 m piani - 10"10 (+3,3 m/s) w

2021
- Oro ai campionati italiani assoluti indoor (Ancona), 60 m piani - 6"55
- Oro ai campionati italiani assoluti (Rovereto), 100 m piani - 10"01 (−1,0 m/s)

2022
- Oro ai campionati italiani assoluti indoor (Ancona), 60 m piani - 6"55
- Oro ai campionati italiani assoluti (Rieti), 100 m piani - 10"12 (−0,9 m/s)

2023
- Argento ai campionati italiani assoluti indoor (Ancona), 60 m piani - 6"55

## Altre competizioni internazionali
2018
- 7º al Golden Gala Pietro Mennea ( Roma), 100 m piani - 10"19 (−0,4 m/s)

2019
- Argento al Meeting Villa de Madrid ( Madrid), salto in lungo indoor - 8,05 m
- Argento nella Super League degli Europei a squadre ( Bydgoszcz), 100 m piani - 10"39 (−1,4 m/s)

2020
- 7º al Müller Indoor Grand Prix ( Glasgow), 60 m piani - 6"76
- 5º al Meeting Hauts-de-France Pas-de-Calais ( Liévin), 60 m piani - 6"63
- 4º al Golden Gala Pietro Mennea ( Roma), 100 m piani - 10"11 (+0,3 m/s)

2021
- Oro al Meeting Hauts-de-France Pas-de-Calais ( Liévin), 60 m piani - 6"54
- Argento al Bauhaus-Galan ( Stoccolma), 100 m piani - 10"05 (−0,8 m/s)
- Bronzo all'Herculis ( Monaco), 100 m piani - 9"99 (+0,3 m/s)

2022
- Oro al Meeting Hauts-de-France Pas-de-Calais ( Liévin), 60 m piani - 6"50

2023
- Argento al Meeting Hauts-de-France Pas-de-Calais ( Liévin), 60 m piani - 6"57
- 7º al Meeting de Paris ( Parigi), 100 m piani - 10"21 (−0,9 m/s)
- Bronzo al Meeting di Zagabria, 100 m piani - 10"08

2024
- 4º al Kamila Skolimowska Memorial ( Chorzów), 100 m piani - 9"93 (+1,9 m/s)

## Riconoscimenti
- Gazzetta Sports Awards: 2

Categoria Uomo dell'anno in ambito italiano: 2021, 2022
- Telegatto per i successi e traguardi raggiunti nello sport e nella vita.